# 1877 ve fotografii

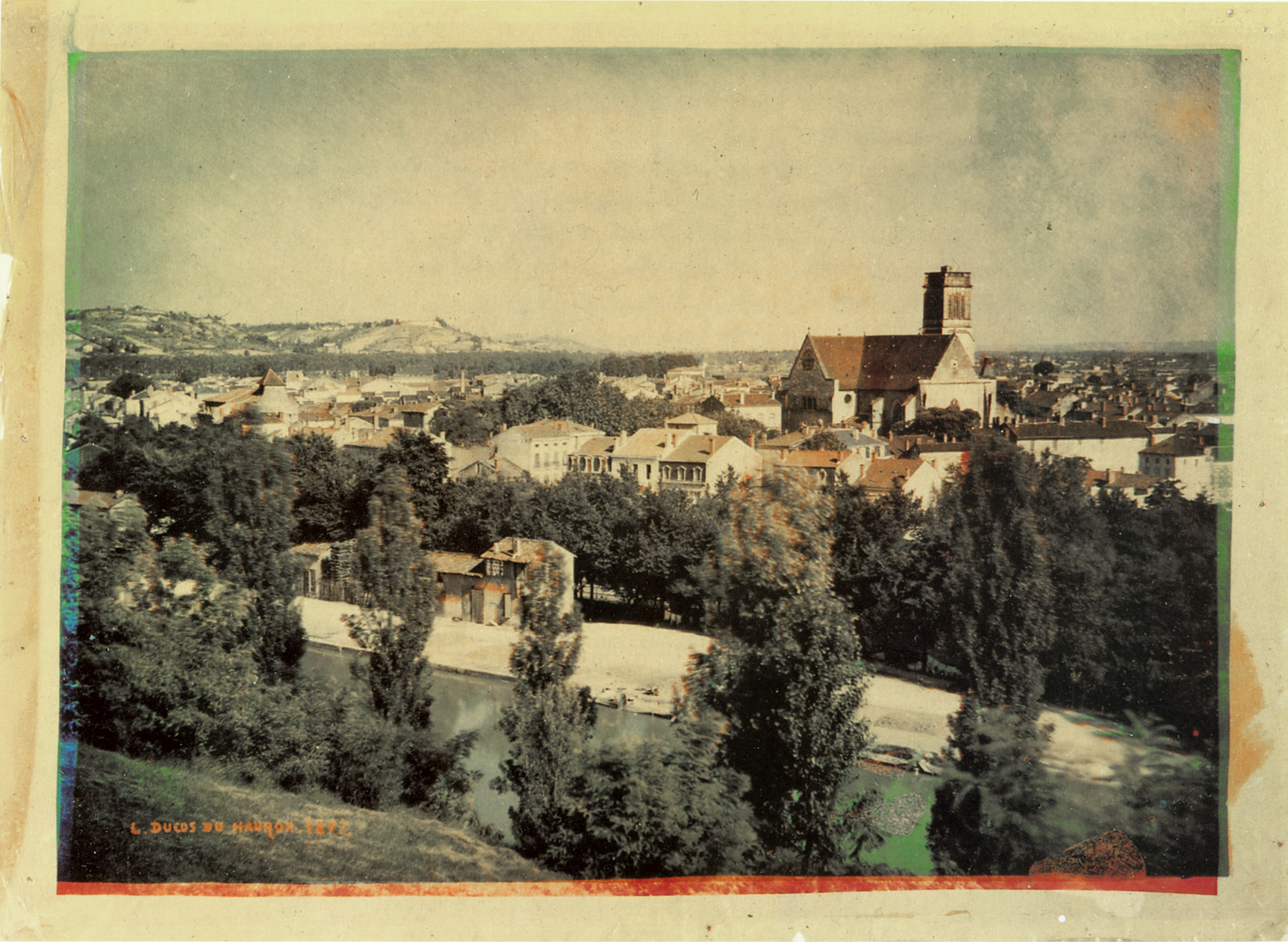
Foto z roku 1877, Louis Ducos du Hauron, francouzský pionýr barevné fotografie; je vidět, jak se překrývají jednotlivé pigmenty žluté, červené a azurové v systému subtraktivních barev

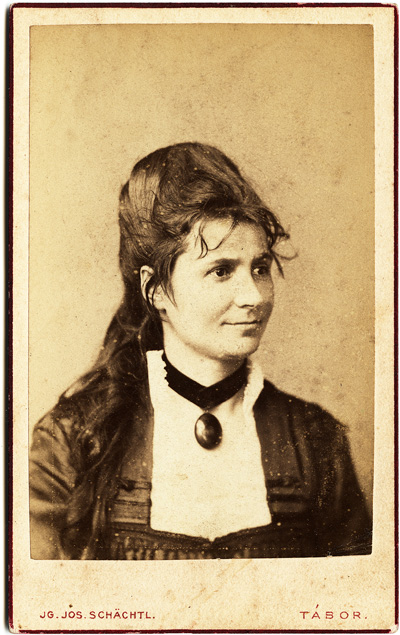
Fotografická vizitka s potiskem na přední straně, Kateřina Šechtlová, kolem roku 1877, autor: Ignác Šechtl

Tento článek obsahuje významné fotografické události v roce 1877.

## Narození v roce 1877
- 1. ledna – Magdalene Normanová, norská fotografka, fotografovala převážně portréty, ale i krajiny, vedla ateliéry v Andenes, Harstadu, Larviku a v Kjøpsviku († 10. prosince 1979)
- 24. února – Richard Štorch, český cestovatel, fotograf a obchodník s exotickými přírodninami († 22. května 1927)
- 29. dubna – Jacob Merkelbach, nizozemský fotograf († 6. února 1942)
- 9. května – Josef Jindřich Šechtl, český fotograf († 24. února 1954)
- 28. října – Jaroslav Charfreitág, český obchodník, fotograf a cestovatel († 5. června 1937)
- 5. července – Harry K. Šigeta, japonsko-americký fotograf († 21. dubna 1963)
- 19. července – Emil Meerkämper, německý inženýr a fotograf, který žil a pracoval ve Švýcarsku († 28. prosince 1948)
- 24. července – Batty Fischer, lucemburský zubař a amatérský fotograf († 27. prosince 1958)
- 26. července – Rose Simmonds, britsko-australská fotografka a členka piktorialistického hnutí († 3. července 1960)
- 23. srpna – Emilie Hendriksenová, norská fotografka, působila ve Vadsø v období 1905 až 1911, používala slepotisk na přední stranu kartonu na kabinetky († 5. ledna 1954)
- 28. srpna – Cani Lønborgová, dánská fotografka z fotografické rodiny, provozovala ateliér v Glostrupu († 7. května 1952)

## Úmrtí v roce 1877
- 27. února – James Anderson, anglický fotograf (* 11. března 1813)
- 18. dubna – Franz Hanfstaengl, německý malíř a fotograf (* 1. března 1804)
- 25. dubna – Peter Faber, dánský průkopník telegrafie, fotograf a hudební skladatel (* 7. října 1810)
- 17. září – William Fox Talbot, britský vynálezce, fotograf, lingvista a matematik (* 11. února 1800)
- 8. listopadu – Karol Beyer, polský fotograf a numismatik (* 10. února 1818)
- 31. prosince – Adolphe Braun, francouzský textilní designer a fotograf (* 13. května 1812)
- 7. listopadu – Calvert Jones, velšský fotograf, matematik a malíř (* 4. prosince 1804)